# فرخنده گلوگیلاسی
فرخنده گلوگیلاسی (نام علمی: Nemosia rourei) یک پرنده گنجشک‌سان با جثه متوسط است. این فرخنده در بحران انقراض یک بومی برای تعداد معدودی از مناطق جنگلی اقیانوس اطلس در اسپریتو سانتو، برزیل است، اگرچه این احتمال که در بخش‌های مجاور میناس گرایس و ریودوژانیرو یافت می‌شود را نمی‌توان نادیده گرفت. دارای پرهای چشمگیر و اساساً سیاه-سفید-قرمز است.